# Ámbar Márquez
Ámbar Márquez es una dirigente política venezolana, vicepresidenta de organización del partido opositor Primero Justicia en el municipio Santa Rosalía del estado Portuguesa y miembro del comando de campaña de la candidata María Corina Machado. En abril de 2024, Márquez fue una de los tres activistas detenidos en Portuguesa en menos de 24 horas.

## Detención
Márquez se ha desempeñado como vicepresidenta de organización del partido opositor Primero Justicia en el municipio Santa Rosalía del estado Portuguesa y miembro del comando de campaña municipal de la candidata María Corina Machado. El 27 de abril de 2024 fue detenida por funcionarios de seguridad. Márquez fue una de los tres activistas detenidos en el estado Portuguesa en menos de 24 horas además de Óscar Castañeda y Víctor Castillo. De acuerdo con el politólogo Nicmer Evans, a Márquez y a los otros dirigentes les imputaron los cargos de "conspiración".Los tres activistas fueron presentados en tribunales en Acarigua.
La ONG Foro Penal denunció que el tribunal no permitió la designación de sus abogados defensores de los activistas, incluyendo a los de Márquez.

## Reacciones
La coalición opositora de la Plataforma Unitaria denunció la detención de los tres activistas y miembros del comando de campaña después de los actos electorales organizados por María Corina en el estado, exigiendo su liberación inmediata.Estados Unidos condenó los arrestos recientes en Venezuela. Brian Nichols, Subsecretario para Asuntos del Hemisferio Occidental, declaró que las detenciones atentan contra «un proceso electoral inclusivo» y exigió la liberación de los presos políticos en el país.
El 30 de abril de 2024, 31 organizaciones no gubernamentales en Venezuela rechazaron las detenciones en un comunicado publicado en conjunto, expresando que los actos de persecución y de represión por parte del gobierno de Nicolás Maduro violaban el Acuerdo de Barbados, firmado entre la oposición y el gobierno.